# Heterocallia basharica
Heterocallia basharica är en fjärilsart som beskrevs av Eugen Wehrli 1932. Heterocallia basharica ingår i släktet Heterocallia och familjen mätare. Inga underarter finns listade i Catalogue of Life.